# ریکاردو جیاکونی
ریکاردو جیاکونی (ایتالیایی: Riccardo Giacconi; زاده ۶ اکتبر ۱۹۳۱ – درگذشته ۹ دسامبر ۲۰۱۸) فیزیکدان ایتالیایی-آمریکایی و برنده جایزه نوبل فیزیک بود. جیاکونی در سال ۲۰۰۲ برای کمک‌های پیشگام به فیزیک نجومی، که منجر به کشف منابع اشعه کیهانی شد موفق به دریافت جایزه نوبل شد.

## زندگی
جیاکونی در جنوا ایتالیا زاده شد، از دانشگاه میلان فارغ‌التحصیل شد؛ و بعد از مهاجرت به آمریکا شهروند آمریکایی شد. وی اولین مدیر مؤسسه علوم تلسکوپ فضایی، مرکز عملیات برای تلسکوپ فضایی هابل است. همچنین استاد فیزیک و ستاره‌شناسی (۱۹۸۲–۱۹۹۷) و استاد پژوهشی (از سال ۱۹۹۸) در دانشگاه جانز هاپکینز است. او همچنین مدیر کل از رصدخانه جنوبی اروپا (ESO) (۱۹۹۳–۱۹۹۹) بوده‌است. جیاکونی محقق اصلی تلسکوپ فضایی چاندرا در ناسا بود.